# Tetraponera
Tetraponera is een geslacht van vliesvleugelige insecten van de familie Mieren (Formicidae).

## Soorten
- T. aethiops Smith, F., 1877
- T. aitkenii (Forel, 1902)
- T. allaborans (Walker, 1859)
- T. amargina Xu & Chai, 2004
- T. ambigua (Emery, 1895)
- T. andrei (Mayr, 1895)
- T. angusta (Arnold, 1949)
- T. anthracina (Santschi, 1910)
- T. apiculata Ward, 2001
- T. arrogans (Santschi, 1911)
- T. atra Donisthorpe, 1949
- T. attenuata Smith, F., 1877
- T. avia Ward, 2001
- T. binghami (Forel, 1902)
- T. bita Ward, 2001
- T. braunsi (Forel, 1913)
- T. brevis Ward, 2001
- T. buops Ward, 2001
- T. capensis (Smith, F., 1858)
- T. claveaui (Santschi, 1913)
- T. clypeata (Emery, 1886)
- T. concava Xu & Chai, 2004
- T. conica Ward, 2001
- T. connectens Ward, 2001
- T. convexa Xu & Chai, 2004
- T. crassiuscula (Emery, 1900)
- T. demens (Santschi, 1911)
- T. diana (Santschi, 1911)
- T. difficilis (Emery, 1900)
- T. emacerata (Santschi, 1911)
- T. emeryi (Forel, 1911)
- T. exasciata (Forel, 1892)
- T. extenuata Ward, 2001
- T. fictrix (Forel, 1897)
- T. flexuosa (Santschi, 1911)
- T. furcata Xu & Chai, 2004
- T. gerdae (Stitz, 1911)
- T. grandidieri (Forel, 1891)
- T. hespera Ward, 2009
- T. hirsuta Ward, 2009
- T. hysterica (Forel, 1892)
- T. inermis Ward, 2009
- T. inversinodis Ward, 2001
- T. laeviceps (Smith, F., 1859)
- T. latifrons (Emery, 1912)
- T. ledouxi Terron, 1969
- T. lemoulti (Santschi, 1920)
- T. liengmei (Forel, 1894)
- T. manangotra Ward, 2009
- T. mandibularis (Emery, 1895)
- T. mayri (Forel, 1901)

- T. merita Ward, 2009
- T. microcarpa Wu & Wang, 1990
- T. mimula Ward, 2001
- T. mocquerysi (André, 1890)
- T. modesta (Smith, F., 1860)
- T. monardi (Santschi, 1937)
- T. morondaviensis (Forel, 1891)
- T. natalensis (Smith, F., 1858)
- T. nigra (Jerdon, 1851)
- T. nitida (Smith, F., 1860)
- T. nixa Ward, 2001
- T. nodosa Ward, 2001
- T. notabilis Ward, 2001
- T. ophthalmica (Emery, 1912)
- T. parops Ward, 2006
- T. penzigi (Mayr, 1907)
- T. perlonga Santschi, 1928
- T. phragmotica Ward, 2006
- T. pilosa (Smith, F., 1858)
- T. plicatidens (Santschi, 1926)
- T. polita Ward, 2001
- T. poultoni Donisthorpe, 1931
- T. prelli (Forel, 1911)
- T. protensa Xu & Chai, 2004
- T. punctulata Smith, F., 1877
- T. rakotonis (Forel, 1891)
- T. rotula Ward, 2001
- T. rufonigra (Jerdon, 1851)
- T. sahlbergii (Forel, 1887)
- T. scotti Donisthorpe, 1931
- T. schulthessi (Santschi, 1915)
- T. tessmanni (Stitz, 1910)
- T. triangularis (Stitz, 1910)
- T. tucurua Ward, 2001
- T. variegata (Forel, 1895)
- T. vivax Ward, 2001
- T. volucris Ward, 2001
- T. zavattarii (Menozzi, 1939)